# 사이타마 중앙우편국
사이타마 중앙우편국(일본어: さいたま中央郵便局 사이타마츄오유빈쿄쿠[*])는 사이타마현 사이타마시 미나미구에 위치한 우체국이다.